# Sainte-Radegonde (Dordogne)
Sainte-Radegonde ist eine französische Gemeinde mit 76 Einwohnern (Stand 1. Januar 2022) im Département Dordogne in der Region Nouvelle-Aquitaine (vor 2016: Aquitanien). Sie gehört zum Arrondissement Bergerac und zum Kanton Sud-Bergeracois.
Der Name in der okzitanischen Sprache lautet Senta Radegonda und leitet sich von der heiligen Radegundis ab.

## Geographie
Sainte-Radegonde liegt ca. 25 km südöstlich von Bergerac im Gebiet Bergeracois der historischen Provinz Périgord an der südlichen Grenze zum benachbarten Département Lot-et-Garonne.
Umgeben wird Sainte-Radegonde von den Nachbargemeinden:
| Boisse                  |                                             | Faurilles                         |
| Cavarc (Lot-et-Garonne) | Kompassrose, die auf Nachbargemeinden zeigt | Beaumontois en Périgord           |
|                         | Doudrac (Lot-et-Garonne)                    | Mazières-Naresse (Lot-et-Garonne) |

Sainte-Radegonde liegt im Einzugsgebiet des Flusses Garonne.
Die Bournègue, ein Nebenfluss des Dropt, durchquert das Gebiet der Gemeinde zusammen mit ihren Nebenflüssen,
- dem Pissarot,
- dem Pontillou und
- dem Ruisseau de Roumanou.[2]

## Wappen
Das Wappen lässt sich folgendermaßen interpretieren: Der Löwe erinnert an die frühere englische Bastide, die Sterne an den Mantel, den die heilige Radegundis der Legende nach trug, die drei Schwertlilien an die Symbole der französischen Königin.

## Einwohnerentwicklung
Nach Beginn der Aufzeichnungen stieg die Einwohnerzahl in der ersten Hälfte des 19. Jahrhunderts auf einen Höchststand von rund 390. In der Folgezeit setzte eine Phase der Stagnation bis zur Jahrtausendwende ein, die die Zahl der Einwohner bei kurzen Erholungsphasen auf ein Niveau von rund 60 Einwohnern sinken ließ, das bis heute gehalten wird.
| Jahr      | 1962 | 1968 | 1975 | 1982 | 1990 | 1999 | 2006 | 2011 | 2022 |
| --------- | ---- | ---- | ---- | ---- | ---- | ---- | ---- | ---- | ---- |
| Einwohner | 115  | 95   | 71   | 86   | 76   | 63   | 61   | 57   | 76   |

## Sehenswürdigkeiten
- Romanische Pfarrkirche Sainte-Radegonde aus dem 12. Jahrhundert

## Wirtschaft und Infrastruktur

### Verkehr
Sainte-Radegonde ist erreichbar über die Routes départementales 14 und 19.